# Tổng thống Bulgaria
Tổng thống Cộng hòa Bulgaria là người đứng đầu nhà nước Bulgaria và là tổng tư lệnh quân đội Bulgaria. Nơi ở chính thức của Tổng thống là dinh thự Boyana, Sofia. Sau khi hoàn thành vòng bỏ phiếu thứ hai, ứng cử viên Rumen Radev đã được bầu làm Tổng thống Bulgaria vào ngày 13 tháng 11 năm 2016.

## Nhiệm vụ, quyền hạn và yêu cầu ứng cử
Tổng thống Bulgaria có một số chức năng và quyền hạn được quy định trong Chương 4 của Hiến pháp 1991 của Bulgaria. Tổng thống được bầu trực tiếp bằng một cuộc bầu cử trực tiếp và có thể tái đắc cử. Tổng thống Bulgaria có các quyền hạn sau:
- Trao hoặc khôi phục quốc tịch Bulgaria.
- Bổ nhiệm và bãi miễn các quan chức chính phủ cao cấp.
- Thực hiện quyền đặc xá cho các tù nhân hoặc những người đặc biệt.
- Đóng vai trò là Tổng tư lệnh tối cao của các Lực lượng Vũ trang Bulgaria
- Thực hiện chính sách đối ngoại của Bulgaria
- Đặt thời điểm cho các cuộc bầu cử quốc gia và địa phương.
- Phủ quyết bất kỳ luật nào đến từ Quốc hội.
- Tuyên bố chiến tranh, thiết quân luật hoặc bất kỳ tình trạng khẩn cấp nào khác (Điều này được thực hiện với sự hỗ trợ của Hội đồng tư vấn về an ninh quốc gia)

Phó Tổng thống Bulgaria là người hỗ trợ cho Tổng thống thực hiện các nhiệm vụ này. Phó Tổng thống thay thế Tổng thống trong trường hợp vắng mặt. Phó Tổng thống sẽ trở thành Tổng thống tạm quyền khi Tổng thống chấm dứt chức vụ cho tới khi cuộc bầu cử mới được tổ chức.
Tất cả các ứng cử viên Tổng thống phải đạt những yêu cầu và tiêu chuẩn sau:
- Phải là công dân Bulgaria khi sinh
- Phải ít nhất 40 tuổi
- Không được là thành viên của Nghị viện hoặc thành viên của Nghị viện châu Âu
- Không được tham gia vào bất kỳ hoạt động công cộng và kinh tế nào hoặc tham gia lãnh đạo các đảng chính trị tại thời điểm họ tranh cử tổng thống

## Chấm dứt chức vụ
Theo hiến pháp, chức vụ Tổng thống chấm dứt khi:
- Nhiệm kỳ tổng thống hoàn thành.
- Tổng thống từ chức trước Tòa án Hiến pháp.
- Mất khả năng điều hành chức vụ vĩnh viễn do bệnh tật.
- Bị luận tội và bãi miễn.

## Thứ tự kế nhiệm
- 1. Phó Tổng thống Bulgaria
- 2. Chủ tịch Quốc hội
- 3. Thủ tướng Bulgaria

## Các cựu Tổng thống còn sống
Có ba cựu Tổng thống Bulgaria còn sống: 
- Petar Stoyanov (72 tuổi)
 (1997-2002)
- Georgi Parvanov (67 tuổi)
(2002-2012)
- Rosen Plevneliev (60 tuổi)
(2012-2017)

## Danh sách tổng thống Bulgaria
| № | Chân dung | Name (Sinh–Mất)                                                   | Thời gian tại nhiệm | Thời gian tại nhiệm | Đảng phái                   | Đảng phái |
| - | --------- | ----------------------------------------------------------------- | ------------------- | ------------------- | --------------------------- | --------- |
| 1 |           | Zhelyu Zhelev Желю Митев Желев 1935–2015 (Thời gian sống: 79 năm) | 1 tháng 8 năm 1990  | 22 tháng 1 năm 1997 | Liên minh Lực lượng Dân chủ |           |
| 2 |           | Petar Stoyanov Петър Стефанов Стоянов Sinh 1952 (72 tuổi)         | 22 tháng 1 năm 1997 | 22 tháng 1 năm 2002 | Liên minh Lực lượng Dân chủ |           |
| 3 |           | Georgi Parvanov Георги Седефчов Първанов Sinh 1957 (67 tuổi)      | 22 tháng 1 năm 2002 | 22 tháng 1 năm 2012 | Đảng Xã hội chủ nghĩa       |           |
| 4 |           | Rosen Plevneliev Росен Асенов Плевнелиев Sinh 1964 (60 tuổi)      | 22 tháng 1 năm 2012 | 22 tháng 1 năm 2017 | GERB                        |           |
| 5 |           | Rumen Radev Румен Георгиев Радев Sinh 1963 (61 tuổi)              | 22 tháng 1 năm 2017 | Đương nhiệm         | Độc lập                     |           |